# بولنت سرتاش
بولنت سرتاش (به ترکی استانبولی: Bülent Serttaş) (زاده ۱۸ نوامبر ۱۹۶۵، الیزق) یک هنرمند موسیقی محلی و آهنگساز و بازیگر اهل ترکیه است.
از سال ۱۹۸۳ شروع به کار کرد و در مکان‌های مختلف به صحنه می‌رفت و آهنگ میخواند. صدای او توسط حلمی توپال‌اغلو در حالی که یک کازینو در آدانا آواز خواند مورد توجه قرار گرفت. اولین آلبومش به نام دیوانه را منتشر شد. آلبوم او در سال ۱۹۹۷ با نام " Aşığım Yanmışım " محبوبیت یافت. 
سرتاش با سلوی سرتاش ازدواج کرده و متأهل و دارای ۳ فرزند است.